# Notadokter
De notadokter, pseudoniem van Gert Riphagen (5 augustus 1956 te Olst, Nederland), was van december 2002 tot februari 2007 taaladviseur bij het ministerie van Volksgezondheid, Welzijn en Sport. Hij publiceerde in juni 2004 het boekje 'De notadokter is gek' met voorbeelden van slecht ambtelijk taalgebruik en tips om het beter te doen. 

## Biografie
Gert Riphagen begon zijn carrière in 1976 als journalist bij het Algemeen Nederlands Persbureau (ANP) en werkte daar achtereenvolgens als sportverslaggever, redacteur binnenland en verslaggever in Rotterdam en omstreken. Van 1986 tot 1991 werkte hij bij de Volkskrant, als correspondent in Rotterdam en later als parlementair verslaggever in Den Haag. 
Hij maakte in 1991 de overstap naar de persvoorlichting bij de rijksoverheid en werkte achtereenvolgens als woordvoerder voor de staatssecretarissen Kosto (Justitie), Terpstra en Vliegenthart (VWS).
Van december 2002 tot februari 2007 hielp hij ambtenaren bij VWS met het schrijven van met name beleidsnota's aan de Tweede Kamer. Hij besteedde daarnaast ook veel aandacht aan een goed 'taalklimaat' op het departement. Van 1 februari 2007 tot 1 juli 2012 was hij eindredacteur - en anderhalf jaar interim-woordvoerder van minister Donner - bij de directie Communicatie van het ministerie van Sociale Zaken en Werkgelegenheid en gaf hij in die functie ook taaladviezen.
Sinds 1 juli 2012 is hij persvoorlichter van de Eerste Kamer.

## Publicaties
De notadokter heeft de volgende publicaties (mede) op zijn naam staan:
- Reis door de Tijd, maart 1994, een bundel interviews over de geschiedenis van de directie Vreemdelingenzaken (de huidige Immigratie- en Naturalisatiedienst) van het ministerie van Justitie; tekst en eindredactie, samen met Ivo Hommes.
- Margo, juni 2002, een liber amicorum ter gelegenheid van het afscheid van staatssecretaris Margo Vliegenthart, eindredactie samen met Pieter Idenburg.
- De notadokter is gek, juni 2004, een bundel taalcolumns van de notadokter, eerder gepubliceerd op het intranet van VWS en uitgegeven door het ministerie, tekst en eindredactie
- Ik laat mijn hand niet sturen, december 2005, afscheidsboek voor raadadviseur Henriette Roscam Abbing van VWS; tekst en eindredactie samen met Othon Zimmermann.
- 202 stukjes, april 2006, verzamelbundel met 202 taalstukjes van dertig auteurs van het ministerie van VWS en een Tweede Kamerlid; auteur van 90 van de 202 stukjes en eindredactie samen met Alex van Kalken
- Taal als teamsport; tien punten voor een deugdelijke taalaanpak, juni 2006, artikel met Roel Bekker in Platform, nummer 5, pg 11-18; Platform is een uitgave van de Rijksvoorlichtingsdienst in de serie RVC-communicatiereeks
- Zullen we zwaluwstaarten? Staaltjes van ambtelijke (war)taal, oktober 2007, 112 blzd.; mede-auteur en lid van de redactie. Het boek is een uitgave van PM Politieke Pers BV.
- Zieke vangnetters en andere taaljuwelen uit de schatkamer van de sociale zekerheid, oktober 2009, 68 blzd., uitgave: ministerie van Sociale Zaken en Werkgelegenheid.
- Als je even stilstaat bij #DelftZuid, een bloemlezing van 150 twitterrijmpjes over Delft Zuid, met diverse andere auteurs, oktober 2011, 42 blzd., uitgave: gemeente Delft